# Tham hiệp trấn
Tham hiệp trấn (chữ Hán: 參協鎮, tiếng Anh: Advisor to Defense Command Lieutenant Governor) là chức quan văn tại các trấn dinh, sau quan Hiệp trấn, được đặt ra và dùng trong một thời gian ngắn thời Nguyễn.  Danh từ Tham hiệp trấn nghĩa là chức cố vấn quan Hiệp trấn.
Chức Tham hiệp trấn nguyên là chức Ký lục xưa.  Chức Tham hiệp trấn được bãi bỏ sau năm 1831 và đổi thành chức Án sát sứ.

## Lịch sử
Thời Nguyễn Gia Long, Cai bạ cùng Ký lục là 2 quan tham mưu cho Trấn thủ (Trấn thủ, Cai bạ, Ký lục) tại các tỉnh miền Trung, và Hiệp trấn (Hiệp trấn, Cai bạ, Ký lục) tại các trấn thuộc Bắc thành và thành Gia định, với trách nhiệm trông coi mọi mặt hành chính tại một trấn.
Năm Minh Mạng 8 Đinh Hợi 1827, đổi chức Cai bạ, Ký lục thành Hiệp trấn và Tham hiệp trấn, trật Chánh tứ phẩm văn giai.
Năm Minh Mạng 12 Tân Mão 1831, đổi chức Hiệp trấn thành Bố chính sứ phụ tá Tổng đốc và đổi chức Tham hiệp trấn thành Án sát sứ phụ tá Tuần phủ.